# 351e division de fusiliers (2e formation)
Pour les articles homonymes, voir 351e division.
La 351e division de fusiliers (russe : 351-я стрелковая дивизия) est une division d'infanterie de l'Armée rouge pendant la Seconde Guerre mondiale.
Elle commence à se former en juillet 1942 dans le Caucase du Nord et entre au combat en octobre, libérant la ville d'Alagir en janvier 1943. Pendant le reste de cette année et jusqu'en 1944, la division participe à la libération de l'Ukraine, changeant régulièrement de grande unité d'affectation et de commandant de division. Récompensée de ses efforts jusqu'à la capitulation allemande par plusieurs décorations, la division est cependant dissoute peu de temps après la fin des hostilités en Europe.

## Historique

### Formation
Une première 351e division de fusiliers est formée en septembre 1941 et détruite en mai 1942.
La seconde 351e division commence à se former en juillet 1942 jusqu'au 9 août 1942. Formée à Ordjonikidzé au sein du District militaire du Caucase du Nord. Son ordre de bataille est le suivant, :
- 1157e régiment de fusiliers
- 1159e régiment de fusiliers
- 1161e régiment de fusiliers
- 904e régiment d'artillerie

Alors qu'elle était encore en formation, la division doit être déplacée vers le sud vers les réserves du Front transcaucasien puisque les forces allemandes approchent d'Ordjonikidze. 

### Bataille du Caucase
La division est initialement destinée à la nouvelle 66e armée, mais en raison de la crise croissante dans le Caucase, ce plan est abandonné. À la mi-août, la 17e armée allemande commence à tenter de forcer les passages à travers les montagnes du Haut-Caucase pour atteindre la côte de la mer Noire. La division est affectée à la 46e armée du groupe de forces de la mer Noire avec pour mission d'organiser une défense crédible de la route militaire ossète et du col qu'elle traverse. En l’occurrence, cette passe n’a pas été contestée.  Le 23 septembre, le groupe d'armées A allemand tente une nouvelle fois de prendre le port de Touapsé sur la mer Noire ; à cette époque, la 46e armée faisait face au 49e corps de montagne de la première armée de Panzer. 
En octobre, la 351e division quitte la 46e armée et est affectée au 12e corps de fusiliers sous le commandement direct du front jusqu'en décembre. Dans les premiers jours de novembre, le 3e corps de Panzer attaque en direction d'Ordjonikidze, mais le 5, les défenseurs de la ville stoppent définitivement la 13e Panzerdivision à la périphérie ouest et nord-ouest. Une contre-attaque est prévue pour le 7 novembre, jour anniversaire de la Révolution d'Octobre, et la division, avec la 276e division de fusiliers et la 155e brigade de fusiliers, est chargée de pénétrer dans l'aile sud des défenses du corps blindé et de se lier à un autre groupe d'assaut attaquant depuis le nord. Ces attaques se déroulent au coup par coup, ce qui atténue leur impact ; malgré cela, la 23e Panzerdivision est contrainte de se retirer et la 13e Panzer est encerclée près de Gizel, au nord-ouest d'Ordjonikidze. Au cours des jours suivants, les forces déployées du groupe d'armées A se battent pour sauver la division assiégée, pour finalement faire la jonction par un étroit couloir le 11 novembre. Si la 351e division avait agi de manière plus directe, les troupes de Panzer auraient pu être détruites, mais la 351e division est restée sur ses positions défensives protégeant la route militaire ossète dans le col Mamitoisky, juste au sud de la voie de fuite. 
En décembre, la division quitta le 12e corps et rejoignit la 37e armée dans le groupe de forces du Nord du front transcaucasien et le 24 janvier 1943, elle libère la ville d'Alagir. À la fin du mois, elle est transférée à la 58e armée du front du Caucase du Nord, et après avril, elle est transférée à la 9e armée du même front, face à la 17e armée allemande dans la tête de pont du Kouban. Après que les Allemands ont finalement évacué cette dernière poche du Caucase en septembre, la 351e entre dans la réserve du haut commandement suprême, au sein de la 1re armée de la Garde.

## En Ukraine et en Tchécoslovaquie
En novembre, la division est transférée, avec son armée, au 1er front ukrainien, et le mois suivant, elle est transférée à la 60e armée du même front. 
Le 11 février 1944, la division est reconnue pour son rôle dans la libération de la ville de Chepetivka, dans l'ouest de l'Ukraine, et reçut son nom en guise d'honneur de bataille.
Le 19 mars, la 351e division est en outre honorée de l'ordre du Drapeau Rouge pour sa participation à la libération de Starokostiantyniv et de plusieurs villes voisines.  Le même mois, la division est affectée au 11e corps de fusiliers de la 1re armée de chars, puis ce corps fut réaffecté à la 18e armée du même front, en avril. Après quelques semaines, la division quitte ce corps et passe sous le commandement direct de l'armée jusqu'au début de l'été, jusqu'à ce qu'elle rejoigne le 95e corps de fusiliers en juillet. Il restera sous ce commandement pour toute la durée de guerre. 
En août, la 18e armée est transférée au 4e front ukrainien redéployé ; le 351e resterait sur ce front jusqu'à la fin de la guerre. Le 16 décembre, la division reçut l'Ordre de Souvorov, 2e classe, pour sa participation à la libération de la ville slovaque de Humenné et du village de Michalok.  En janvier 1945, le 95e Corps devient un corps distinct sous commandement du front, avant d'être affecté à la 38e armée en février. Le corps est réaffecté une fois de plus en avril et la division termine le combat dans la 1re armée de la garde, avançant sur Prague. 
La division reçoit l'ordre de Bogdan Khmelnitski en mai 1945. Elle est dissoute au milieu de 1945 avec le groupement nord des forces armées soviétiques.